# 郭秋明
郭秋明（？—），綽號「彈弓人」，香港足球運動員，司職守門員。職業生涯主要於港甲傑志、星島、元朗、東華度過。他也曾為香港與中華民國上陣，並代表中華民國參加1958年亞洲運動會、1966年亞洲運動會、1968年亞足聯亞洲盃等賽事。